# Reichardtswerben
Reichardtswerben ist eine Ortschaft und ein Ortsteil der Stadt Weißenfels im Burgenlandkreis in Sachsen-Anhalt.

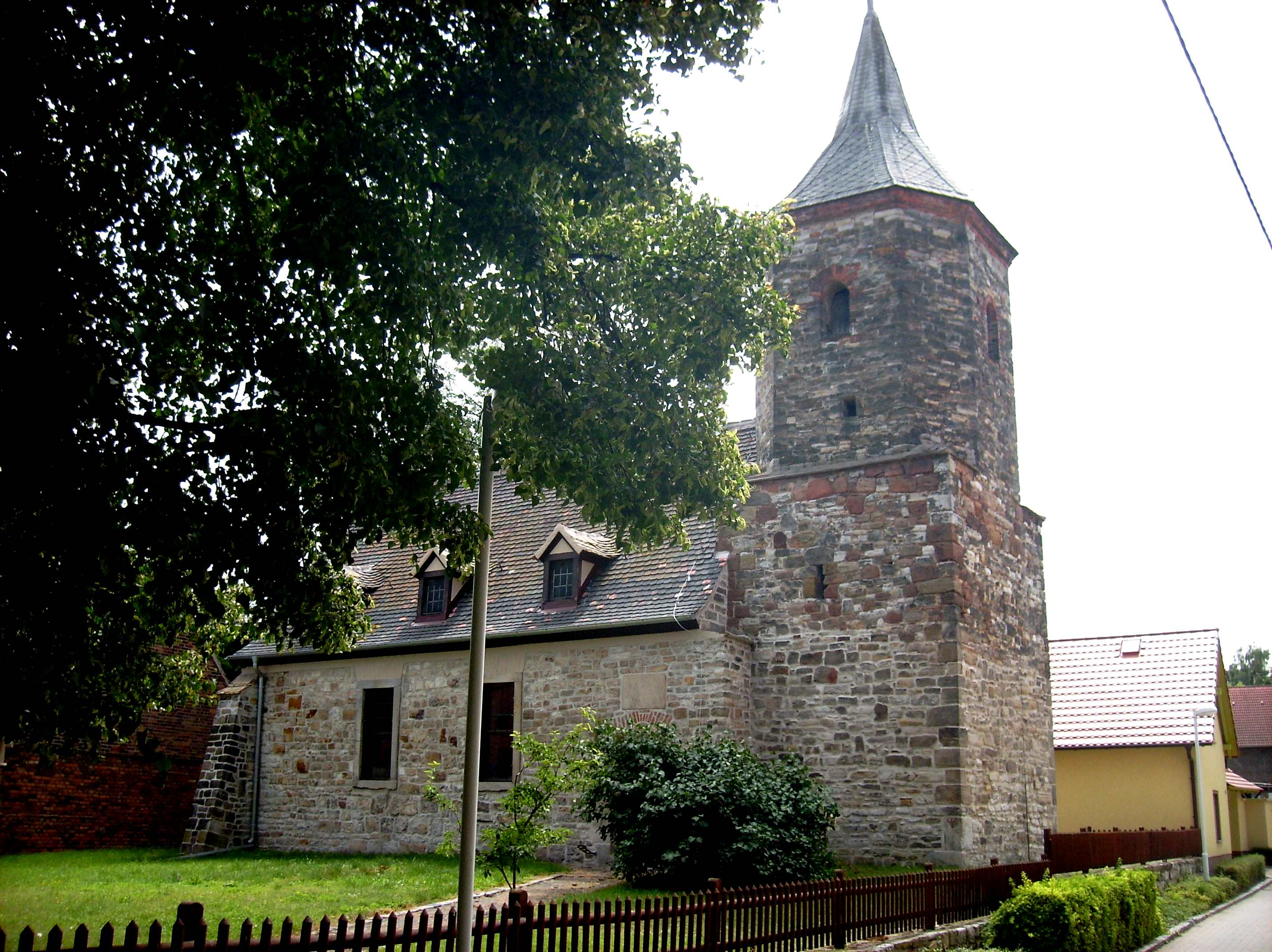
Evangelische Kirche in Posendorf

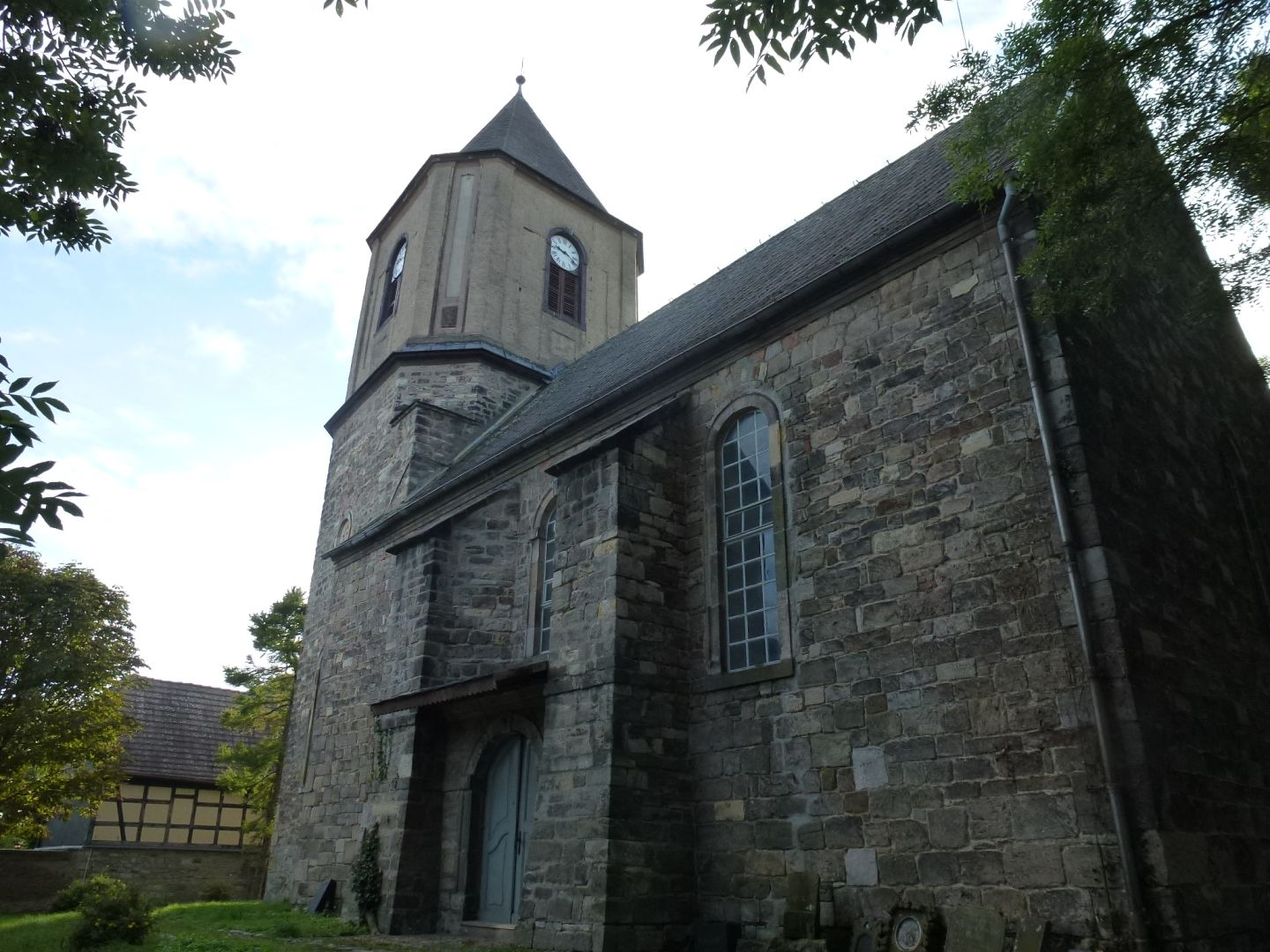
Evangelische Kirche in Reichardtswerben

## Geografie
Reichardtswerben liegt nordwestlich von Weißenfels am südlichen Rand des Südfeldsees. Auf der Gemarkung befindet sich zudem der Ortsteil Bäumchen.

## Geschichte
Steinzeitliche Spuren finden sich im Mauerkammergrab im Janushügel.
In einem zwischen 881 und 899 entstandenen Verzeichnis des Zehnten des Klosters Hersfeld wird Reichardtswerben als zehntpflichtiger Ort Vuirbina im Friesenfeld erstmals urkundlich erwähnt.
In Posendorf gründete sich um 900 eine Gemeinde, die eine Kirche erbaute. Wegen Baufälligkeit wurde 1840 eine neue Kirche erbaut, wobei der alte Turm erhalten blieb. Die Posendorfer Kirche wird heute nicht mehr genutzt. Sie diente den Katholiken, die durch die Flucht und Vertreibung Deutscher aus Mittel- und Osteuropa nach dem Zweiten Weltkrieg nach Reichardtswerben kamen, für katholische Gottesdienste, blieb dabei aber ein evangelisches Gotteshaus.
1687 wurde in Reichardtswerben eine Kirche als Nachfolgerin eines kleineren Baus aus dem Jahr 1565 eingeweiht. 1942 fiel sie einem Brand zum Opfer, 1951 wurde der rekonstruierte Bau eingeweiht. Die Kirchen gehören zum evangelischen Kirchenkreis Merseburg.
Im Jahre 1757 schlug auf dem Gebiet von Reichardtswerben Friedrich der Große die französische Armee und Reichsarmee. Diese Schlacht ging unter dem Namen Schlacht bei Roßbach in die Geschichte ein.
1939 hatte Reichardtswerben 1427 Einwohner, im damals noch selbstständigen Posendorf wohnten 344 Menschen. 1945 wurde Posendorf in Reichardtswerben eingemeindet.
Am 1. September 2010 wurde Reichardtswerben nach Weißenfels eingemeindet.

## Politik
Die bis zu ihrer Zwangseingemeindung im Jahr 2010 selbständige Gemeinde Reichardtswerben ist heute ein Ortsteil sowie eine Ortschaft der Stadt Weißenfels im Sinne des § 86 GO LSA. Sie verfügt damit über einen Ortschaftsrat und einen Ortsbürgermeister.

### Ortschaftsrat
Der Ortschaftsrat besteht aus 7 gewählten Ortschaftsräten. Der Ortsbürgermeister gehört dem Ortschaftsrat ex officio an und hat den Vorsitz inne. Bei der Ortschaftswahl 2020 zog Christian Rößler erstmals in den Ortschaftsrat ein.
| Ortschaftsrat Reichardtswerben | Ortschaftsrat Reichardtswerben | Ortschaftsrat Reichardtswerben | Ortschaftsrat Reichardtswerben | Ortschaftsrat Reichardtswerben | Sitzverteilung im Ortschaftsrat 2024–2029Insgesamt 5 Sitze - WG: 2 - Einzel: 2 - CDU: 1 |
| Wahlvorschlag                  | Wahlvorschlag                  | Wahlvorschlag                  | Sitze                          | Sitze                          | Sitzverteilung im Ortschaftsrat 2024–2029Insgesamt 5 Sitze - WG: 2 - Einzel: 2 - CDU: 1 |
| Wahlvorschlag                  | Wahlvorschlag                  | Wahlvorschlag                  | 2024                           | 2014                           | Sitzverteilung im Ortschaftsrat 2024–2029Insgesamt 5 Sitze - WG: 2 - Einzel: 2 - CDU: 1 |
|                                | WG                             | Wählergruppe                   | 2                              | 4                              | Sitzverteilung im Ortschaftsrat 2024–2029Insgesamt 5 Sitze - WG: 2 - Einzel: 2 - CDU: 1 |
|                                | EB                             | Einzelbewerber                 | 2                              | 1                              | Sitzverteilung im Ortschaftsrat 2024–2029Insgesamt 5 Sitze - WG: 2 - Einzel: 2 - CDU: 1 |
|                                |                                | CDU                            | 1                              | 2                              | Sitzverteilung im Ortschaftsrat 2024–2029Insgesamt 5 Sitze - WG: 2 - Einzel: 2 - CDU: 1 |

### Ortsbürgermeister
Ortsbürgermeister war seit der Eingemeindung 2010 bis zum 30. Juni 2015 Roland Jänckel. Sein Nachfolger war vom 1. Juli 2015 bis Juli 2019 Christian Bernecke. Seit 3. September 2019 übt Karsten Uhle dieses Amt aus.

## Wirtschaft und Infrastruktur
In Reichardtswerben haben sich das Unternehmen „Betonbearbeitung Dabbert“ sowie ein Standort von Sternwaschmittel angesiedelt.
Im Gastronomiegewerbe sind die „Posendorfer Bauernstube“ und die Gaststätte „Zum deutschen Kaiser“ vertreten.

### Verkehr
In unmittelbarer Nähe des Ortes verlaufen die Bundesstraße 91, die von Weißenfels nach Merseburg führt, und die Bundesautobahn 38.

## Sehenswürdigkeiten

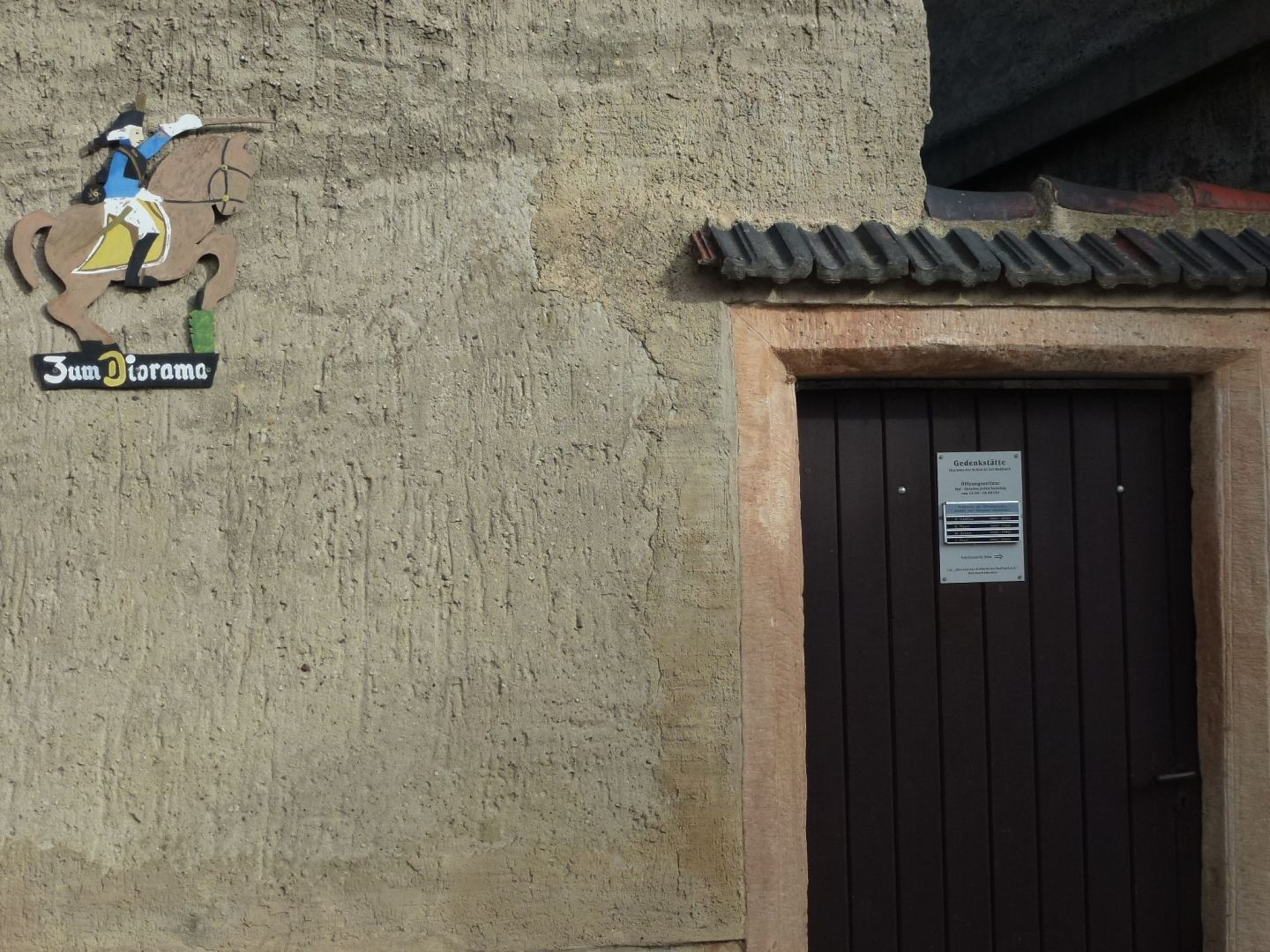
Eingang zum Diorama zur Schlacht bei Roßbach in Reichardtswerben

Ein Diorama in Reichardtswerben ist der Schlacht bei Roßbach gewidmet. 1860 wurde ein Denkmal zur Erinnerung an die Schlacht bei Roßbach errichtet, das wegen des Braunkohleabbaus 1957 entfernt werden musste. 2001 wurde ein kleineres Denkmal an der Posendorfer Spitze eingeweiht, auch eine Säule zur Völkerschlacht zog dorthin.